# Ponkhiraj

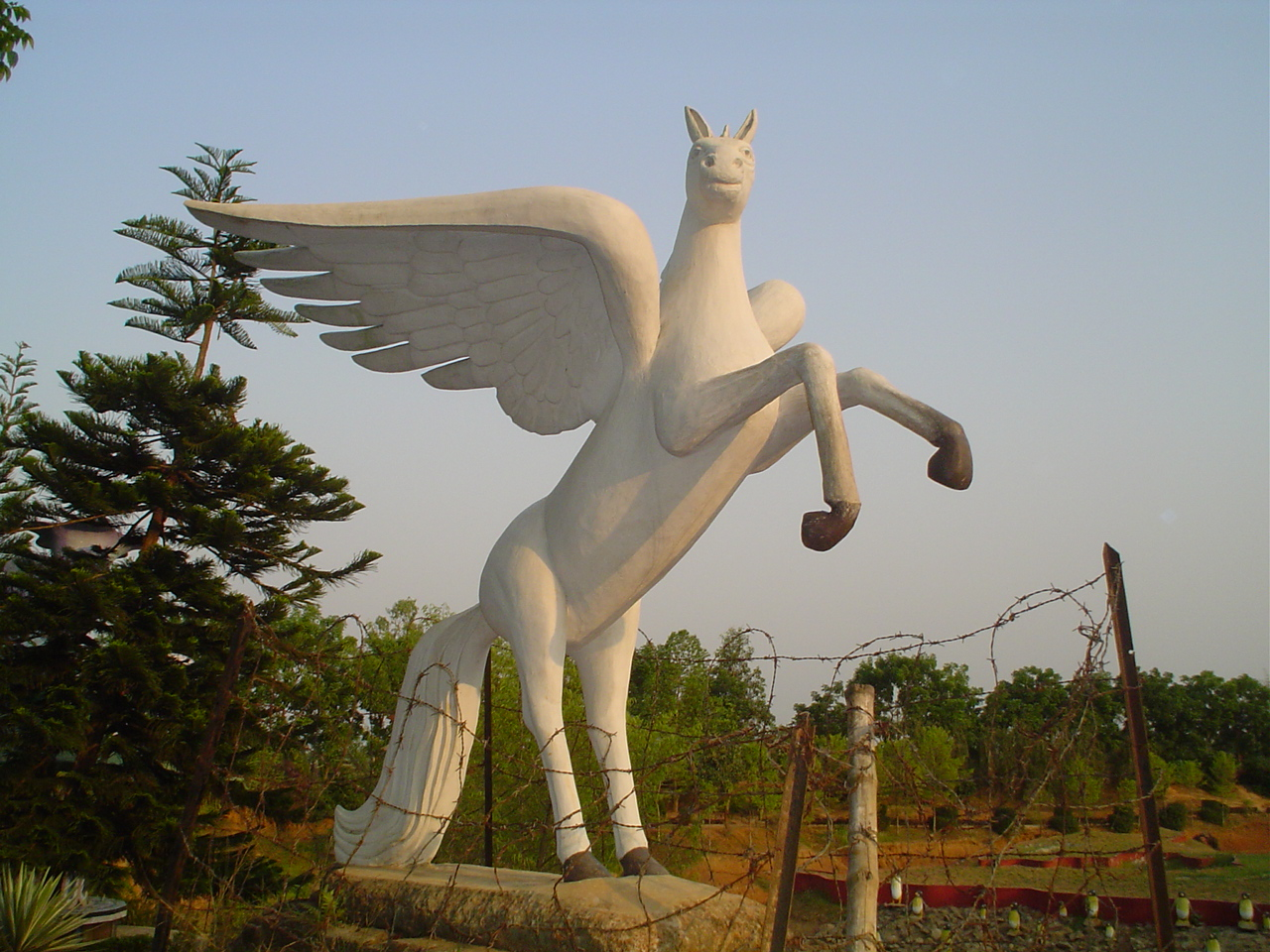
Statue de Ponkhiraj à Sopnopuri, Dinajpur.

Ponkhiraj ou Pankhiraj est un cheval ailé, cité dans les contes pour enfants du Bangladesh.
On trouve aussi la graphie « Pankhiraj Ghora » ou « Pankhi Raj Gora », pour désigner un cheval mythologique avec deux ailes, parfois décrit comme le roi des chevaux ailés.
Les véhicules hippomobiles des rues de Dacca sont surnommés « Pankhiraj », bien qu'ils n'aient aucune ressemblance avec le cheval ailé légendaire.